# Emirato de Cirenaica
El Emirato de Cirenaica o Principado de Cirenaica (en árabe, إمارة برقة; tr. Imarat Cirenaiciya) se creó cuando Sayyid Idris unilateralmente proclamó a Cirenaica, una de las tres regiones de Libia, como un emirato sanusí independiente el 1 de marzo de 1949, promovido por el Reino Unido. Sayyid Idris se proclamó a sí mismo emir de Cirenaica en una «conferencia nacional» en Bengasi. El reconocimiento por el Reino Unido falló para influenciar la actitud de las Naciones Unidas, este país y Francia prepararon directamente la independencia de Libia en una resolución hecha el 21 de noviembre del mismo año. La independencia del Reino Unido de Libia fue declarada el 24 de diciembre de 1951, y 3 días después el Emir Idris fue entronizado como el Rey Idris I.
La bandera negra con el símbolo de la creciente y la estrella blancas fue adoptada cuando Idris fue proclamado emir en 1947. La bandera fue la base de la bandera de Libia (creada por Omar Faiek Shennib en 1951), con la adición de las franjas roja y verde, arriba y abajo, representando la sangre de los mártires y la región de Fezzan y la región de Tripolitania y la prosperidad, respectivamente. Idris como rey de Libia adoptó la bandera del emirato como su estandarte real personal, con la adición de una corona blanca en el cantón izquierdo superior.
El 6 de marzo de 2012, reflejando los eventos de 63 años antes, una reunión similar fue hecha en Bengasi, llamando para más  autonomía y federalismo para Cirenaica. Ahmed al-Senussi, un familiar del rey Idris, fue anunciado como líder del autoproclamado Consejo de Transición de Cirenaica.